# Maliran
Maliran is een bestuurslaag in het regentschap Blitar van de provincie Oost-Java, Indonesië. Maliran telt 5441 inwoners (volkstelling 2010).